# Psiloritis Natural Park
Psiloritis Natural Park är ett naturreservat i Grekland. Det ligger i prefekturen Nomós Rethýmnis och regionen Kreta, i den sydöstra delen av landet, 300 km söder om huvudstaden Aten.